# Thygater mourei
Thygater mourei là một loài Hymenoptera trong họ Apidae. Loài này được Urban mô tả khoa học năm 1961.